# الحاجي جيرو
الحاجي جيرو (بالإنجليزية: Alhaji Gero)‏ (10 أكتوبر 1993 بكانو في نيجيريا - ) هو لاعب كرة قدم نيجيري في مركز الهجوم. شارك مع منتخب نيجيريا تحت 20 سنة لكرة القدم. أما مع النوادي، فقد لعب مع إينوغو رينجرز وكادونا يونايتد وكانيمي ويريورز ولوبي ستارز ونادي أوسترسوند ونادي أوسترس ونادي فيبورج.

## وصلات خارجية
- الحاجي جيرو على موقع الاتحاد الدولي (مؤرشف)  (الإنجليزية)
- الحاجي جيرو على موقع اتحاد السويد (السويدية)
- الحاجي جيرو على موقع قاعدة بيانات كرة القدم.إي يو (الإنجليزية)
- الحاجي جيرو على موقع ناشيونال فوتبول تيمز (الإنجليزية)
- الحاجي جيرو على موقع Soccerway.com (الإنجليزية)